# Большая Хирла
Большая Хирла (Агафоновка) — река в России, протекает по Шемуршинскому району Чувашии. Правый приток Бездны.
Длина реки составляет 10 км. Течёт с севера на юг по густому лесу национального парка «Чаваш Вармане». Устье находится в 59 км от устья Бездны по правому берегу. Населённых пунктов в бассейне нет.
Название реки происходит от чувашского слова хырлăх — «сосновый бор».

## Данные водного реестра
По данным государственного водного реестра России относится к Верхневолжскому бассейновому округу, водохозяйственный участок реки — Сура от Сурского гидроузла и до устья реки Алатырь, речной подбассейн реки — Сура. Речной бассейн реки — (Верхняя) Волга до Куйбышевского водохранилища (без бассейна Оки).
Код водного объекта в государственном водном реестре — 08010500312110000037750.